# 페가 페가
《페가 페가》(포르투갈어: Pega Pega)는 2017년 방영된 브라질의 텔레노벨라이다.